# Nhái cây Yungas
Nhái cây Yungas, tên khoa học Hypsiboas balzani, là một loài ếch thuộc họ Nhái bén. Loài này có ở Bolivia và Peru.
Môi trường sống tự nhiên của chúng là rừng ẩm vùng đất thấp nhiệt đới hoặc cận nhiệt đới, vùng núi ẩm nhiệt đới hoặc cận nhiệt đới, sông ngòi, và kênh đào và mương rãnh.